# Nerine transvaalensis
Nerine transvaalensis är en amaryllisväxtart som beskrevs av Harriet Margaret Louisa Bolus. Nerine transvaalensis ingår i släktet Nerine och familjen amaryllisväxter. Inga underarter finns listade i Catalogue of Life.